# 2025 UEFA 챔피언스리그 결승전
2025 UEFA 챔피언스리그 결승전은 UEFA 챔피언스리그의 70번째 결승전이자 유러피언컵에서 현재의 대회명으로 개명 후 열리는 33번째 결승 경기이다. 2025년 5월 31일에 독일 뮌헨의 알리안츠 아레나에서 프랑스의 파리 생제르맹와 이탈리아의 인테르나치오날레가 경기를 가졌다. 이번 결승전은 포르투가 모나코를 꺾고 우승했던 2004년 대회 이후로 잉글랜드, 스페인, 독일 클럽이 진출하지 못한 첫 결승전이며, 챔피언스리그가 스위스 시스템 형식으로 개편된 이후 열리는 첫 결승전이다.
우승팀은 자동으로 2025-26년 UEFA 챔피언스리그 리그 단계에 진출할 자격을 얻게 되며, 2025년 UEFA 슈퍼컵에서 2024-25년 UEFA 유로파리그 우승팀인 토트넘 홋스퍼와 경기를 가지게 되며, 2029년 FIFA 클럽 월드컵 진출하게 된다.
이 경기에서 파리 생제르맹은 인테르나치오날레를 5-0으로 꺾고 챔피언스리그 첫 우승을 거두었다. 또한 리그 1 우승과 쿠프 드 프랑스 우승까지 합쳐 프랑스 구단 최초의 트레블을 달성하였고, 1월에 열렸던 트로페 데 샹피옹 우승까지 포함하여 이번 시즌 4관왕을 달성하였다. 그리고 뮌헨에서 열렸던 챔피언스리그 결승전에서 우승한 팀은 모두 첫 우승팀이라는 기록은 계속해서 이어지게 되었다.

## 참가팀
파리 생제르맹은 바이에른 뮌헨에 패한 2020년 대회에 이어 두 번째 챔피언스리그 결승전 진출이다. 전체 유럽 대회 결승 진출은 이번 결승전까지 총 5회로 UEFA 컵위너스컵 2회(1996년, 1997년), UEFA 슈퍼컵 1회(1996년) 진출했다. 파리 생제르맹은 이번 시즌 리그 1과 쿠프 드 프랑스을 우승해 프랑스 구단 최초의 콘티넨털 트레블에 도전한다.
인테르는 13번째 유럽 대회 결승전이자 유러피언컵/챔피언스리그 결승전은 7번째 출전이다. 또한 가장 최근 챔피언스리그에서 우승한 이탈리아 클럽으로 2010년 이후로 단 한 개의 다른 이탈리아 클럽인 유벤투스만이 챔피언스리그 결승에 올랐다. 시모네 인차기는 감독으로서 첫번째 유럽대항전 타이틀을 노리고 있으며, 라치오 선수로서 맨체스터 유나이티드를 상대로 우승한 1999년 UEFA 슈퍼컵 이후 생애 두 번째 유럽 대회 타이틀을 노리고 있다. 또한 미드필더인 헨리흐 므히타랸은 맨체스터 유나이티드에서 2016-17년 UEFA 유로파리그, 로마에서 2021-22년 UEFA 유로파컨퍼런스리그를 각각 우승하며 유럽의 세 메이저 트로피를 모두 차지한 11번째 선수가 되는 것을 목표로 하고 있다.
두 구단들은 어떤 대회에서도 만난 적이 없지만, 5번의 친선 경기에서 만난 적이 있다.

### 역대 결승 진출 횟수
다음 표는 1992년까지의 유러피언컵과 1993년 이후 시행되고 있는 UEFA 챔피언스리그를 포함한다.
| 팀               | 역대 결승 진출 횟수(굵은 글씨는 우승한 연도를 나타낸다.) |
| ---------------- | -------------------------------------------------------- |
| 파리 생제르맹    | 1 (2020)                                                 |
| 인테르나치오날레 | 6 (1964, 1965, 1967, 1972, 2010, 2023)                   |

## 개최지
이 결승전은 알리안츠 아레나에서 열리는 두 번째 UEFA 챔피언스 리그 결승전이다. 첫 번째 결승전은 2012년에 열렸다. 전체적으로 뮌헨에서 열리는 다섯 번째 유러피언컵 결승전으로 1979년, 1993년, 1997년 결승전은 올림피아슈타디온에 열렸다. 뮌헨에서 열린 이전 네 번의 결승전에서는 우승팀이 각각 이 대회를 처음 우승했다(1979년 노팅엄 포리스트, 1993년 마르세유, 1997년 도르트문트, 2012년 첼시). 또한 결승전은 독일에서 열리는 아홉 번째 대회가 될 것이며, 뮌헨 외의 도시에서는 1959년과 1988년 슈투트가르트, 2004년 겔젠키르헨, 2015년 베를린에서 열렸다. 이는 이탈리아와 영국에서 열린 9번의 유러피언컵 결승전 기록과 같다. 알리안츠 아레나는 이전에 2006년 FIFA 월드컵 경기를 개최했으며, UEFA 유로 2020과 UEFA 유로 2024의 개최지로 선정되었다.

### 개최지 선정
2021년 7월 16일, UEFA 집행위원회는 2023 UEFA 챔피언스리그 결승전을 이스탄불의 아타튀르크 올림픽 스타디움에서 뮌헨 대신 개최할 것이라고 발표했다. 이는 이스탄불이 코로나19 범유행으로 인해 두 번이나 챔피언스리그 결승전 개최가 미루어졌기 때문이다. 이스탄불은 당초 2020년 결승전 개최지로 선정되었지만 개최 도시는 리스본으로 옮겨졌고, 이스탄불의 결승전 개최는 1년 뒤로 미뤄져 2021년 결승전을 개최하기로 하였다. 그러나 결승전 몇 주 전에 이동 제한으로 인해 2021년 결승전은 결국 포르투에서 치렀다.
뮌헨은 원래 2019년 9월 24일 슬로베니아 류블랴나에서 열린 UEFA 총회로 2022년 결승전을 개최할 예정이었지만, 최종 개최국이 변경된 후 2023년 결승전 개최로 미뤄졌다. 그러나 이스탄불의 개최 연기에 따른 일정 조정으로 2025년 결승전을 개최하게 되었다.

## 결승까지의 결과
참고: 아래 모든 결과들에서, 결승 진출팀의 스코어는 먼저 표기된다(H: 홈; A: 원정).
| 파리 생제르맹             | 파리 생제르맹             | 파리 생제르맹             | 파리 생제르맹             | 라운드     | 인테르나치오날레  | 인테르나치오날레 | 인테르나치오날레 | 인테르나치오날레 |
| ------------------------- | ------------------------- | ------------------------- | ------------------------- | ---------- | ----------------- | ---------------- | ---------------- | ---------------- |
| 상대팀                    | 결과                      | 결과                      | 결과                      | 리그 단계  | 상대팀            | 결과             | 결과             | 결과             |
| 지로나                    | 1–0 (H)                   | 1–0 (H)                   | 1–0 (H)                   | 매치데이 1 | 맨체스터 시티     | 0–0 (A)          | 0–0 (A)          | 0–0 (A)          |
| 아스널                    | 0–2 (A)                   | 0–2 (A)                   | 0–2 (A)                   | 매치데이 2 | 츠르베나 즈베즈다 | 4–0 (H)          | 4–0 (H)          | 4–0 (H)          |
| PSV 에인트호번            | 1–1 (H)                   | 1–1 (H)                   | 1–1 (H)                   | 매치데이 3 | 영 보이스         | 1–0 (A)          | 1–0 (A)          | 1–0 (A)          |
| 아틀레티코 마드리드       | 1–2 (H)                   | 1–2 (H)                   | 1–2 (H)                   | 매치데이 4 | 아스널            | 1–0 (H)          | 1–0 (H)          | 1–0 (H)          |
| 바이에른 뮌헨             | 0–1 (A)                   | 0–1 (A)                   | 0–1 (A)                   | 매치데이 5 | RB 라이프치히     | 1–0 (H)          | 1–0 (H)          | 1–0 (H)          |
| 레드불 잘츠부르크         | 3–0 (A)                   | 3–0 (A)                   | 3–0 (A)                   | 매치데이 6 | 바이어 레버쿠젠   | 0–1 (A)          | 0–1 (A)          | 0–1 (A)          |
| 맨체스터 시티             | 4–2 (H)                   | 4–2 (H)                   | 4–2 (H)                   | 매치데이 7 | 스파르타 프라하   | 1–0 (A)          | 1–0 (A)          | 1–0 (A)          |
| VfB 슈투트가르트          | 4–1 (A)                   | 4–1 (A)                   | 4–1 (A)                   | 매치데이 8 | 모나코            | 3–0 (H)          | 3–0 (H)          | 3–0 (H)          |
| 15위 16강 플레이오프 진출 | 15위 16강 플레이오프 진출 | 15위 16강 플레이오프 진출 | 15위 16강 플레이오프 진출 | 최종 순위  | 4위 16강 진출     | 4위 16강 진출    | 4위 16강 진출    | 4위 16강 진출    |
| 상대팀                    | 합계                      | 1차전                     | 2차전                     | 결선 단계  | 상대팀            | 합계             | 1차전            | 2차전            |
| 브레스투아                | 10–0                      | 3–0 (A)                   | 7–0 (H)                   | 플레이오프 | -                 | -                | -                | -                |
| 리버풀                    | 1–1 (4–1 승)              | 0–1 (H)                   | 1–0 (연) (A)              | 16강전     | 페예노르트        | 4–1              | 2–0 (A)          | 2–1 (H)          |
| 애스턴 빌라               | 5–4                       | 3–1 (H)                   | 2–3 (A)                   | 8강전      | 바이에른 뮌헨     | 4–3              | 2–1 (A)          | 2–2 (H)          |
| 아스널                    | 3–1                       | 1–0 (A)                   | 2–1 (H)                   | 준결승전   | 바르셀로나        | 7–6              | 3–3 (A)          | 4–3 (연) (H)     |

## 식전 행사

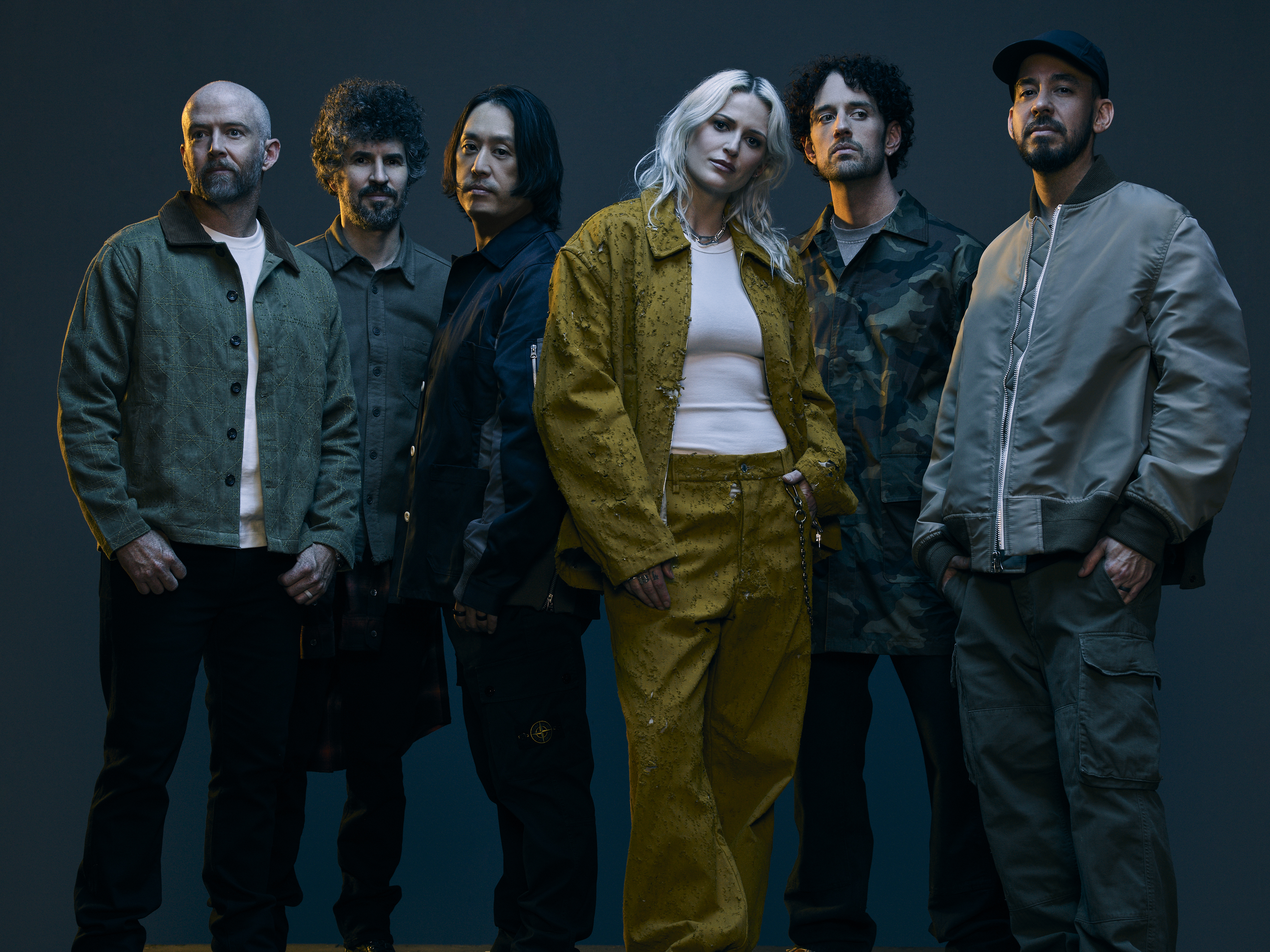
개막식 공연을 맡게 된 린킨 파크

UEFA는 4월 16일, 미국 록 밴드 린킨 파크가 펩시가 주관하는 2025 UEFA 챔피언스리그 파이널 킥오프 쇼 공연을 맡는다고 발표했다. 5월 26일, 독일의 바이올리니스트 데이비드 가렛이 선수 입장 전에 열리는 트로피 소개 행사에서 미국 록 밴드 화이트 스트라이프스의 곡인 Seven Nation Army의 편곡 버전을 연주할 것이라고 발표했다.

## 경기 정보

### 상세 정보
홈 팀은 준결승 1경기(파리 생제르맹)의 승자로 지정한다.
| 파리 생제르맹                                                     | 5 - 0  | 인테르나치오날레 |
| ----------------------------------------------------------------- | ------ | ---------------- |
| - 하키미 12′ - D. 두에 20′, 63′ - 크바라츠헬리아 73′ - 마율루 87′ | 리포트 |                  |

| 파리 생제르맹 | 인테르나치오날레 |

| GK            | 1  | 잔루이지 돈나룸마     |       |     |
| LB            | 25 | 누누 멘드스           | 78′   |     |
| CB            | 51 | 윌리안 파초           |       |     |
| CB            | 5  | 마르키뉴스            |       |     |
| RB            | 2  | 아슈라프 하키미       | 90+1′ |     |
| CM            | 8  | 주앙 네베스           | 84′   |     |
| CM            | 17 | 비티냐                |       |     |
| CM            | 87 | 파비안 루이스         | 84′   |     |
| LF            | 7  | 흐비차 크바라츠헬리아 | 84′   |     |
| CF            | 10 | 우스만 뎀벨레         |       |     |
| RF            | 14 | 데지레 두에           | 66′   | 65′ |
| 교체 명단:    |    |                       |       |     |
| GK            | 39 | 마트베이 사포노프     |       |     |
| GK            | 80 | 아르나우 테나스       |       |     |
| DF            | 3  | 프레스넬 킴펨베       |       |     |
| DF            | 21 | 루카스 에르난데스     | 78′   |     |
| DF            | 35 | 루카스 베라우두       |       |     |
| MF            | 19 | 이강인                |       |     |
| MF            | 24 | 세니 마율루           | 84′   |     |
| MF            | 33 | 워렌 자이르에메리     | 84′   |     |
| FW            | 9  | 곤살루 하무스         | 84′   |     |
| FW            | 29 | 브래들리 바르콜라     | 66′   |     |
| MF            | 49 | 이브라힘 음바예       |       |     |
| 감독:         |    |                       |       |     |
| 루이스 엔리케 |    |                       |       |     |

| GK            | 1             | 얀 조머               |     |     |
| CB            | 28            | 뱅자맹 파바르         | 53′ |     |
| CB            | 15            | 프란체스코 아체르비   | 71′ |     |
| CB            | 95            | 알레산드로 바스토니   |     |     |
| RM            | 2             | 덴젤 둠프리스         |     |     |
| CM            | 23            | 니콜로 바렐라         |     |     |
| CM            | 20            | 하칸 찰하노을루       | 70′ |     |
| CM            | 22            | 헨리흐 므히타랸       | 62′ |     |
| LM            | 32            | 페데리코 디마르코     | 53′ |     |
| CF            | 9             | 마르퀴스 튀람         | 69′ |     |
| CF            | 10            | 라우타로 마르티네스   |     |     |
| 교체 명단:    |               |                       |     |     |
| GK            | 12            | 라파엘레 디 젠나로    |     |     |
| GK            | 13            | 호셉 마르티네스       |     |     |
| DF            | 6             | 스테판 더 프레이      |     |     |
| DF            | 30            | 카를루스 아우구스투   | 62′ |     |
| DF            | 31            | 얀 아우렐 비세크      | 53′ | 62′ |
| DF            | 36            | 마테오 다르미안       | 62′ |     |
| MF            | 7             | 피오트르 지엘린스키   |     |     |
| MF            | 16            | 다비데 프라테시       |     |     |
| MF            | 21            | 크리스티안 아슬라니   | 70′ |     |
| MF            | 59            | 니콜라 잘레프스키     | 53′ | 56′ |
| FW            | 8             | 마르코 아르나우토비치 |     |     |
| FW            | 99            | 메흐디 타레미         |     |     |
| 감독:         |               |                       |     |     |
| 시모네 인차기 | 시모네 인차기 | 시모네 인차기         | 58′ |     |

맨 오브 더 매치: 데지레 두에 (파리 생제르맹)
| 부심: 미하이 마리카 (루마니아) 페렌크즈 투니오지 (루마니아) 대기심: 주앙 피녜이루 (포르투갈) 예비심: 브루누 제주스 (포르투갈) 비디오 판독심: 데니스 히흘러르 (네덜란드) 보조 비디오 판독심: 커털린 포파 (루마니아) 비디오 판독 지원심: 폴 판부컬 (네덜란드) | 경기 규칙 - 전•후반 90분동안 치러진다. - 무승부일 경우 연장전 전•후반 각 15분을 진행한다. - 연장전도 무승부일 경우 승부차기를 진행한다. - 최대 12명의 교체 선수를 등록할 수 있으며, 최대 5명까지 교체할 수 있다. 연장전에서는 추가로 1명 더 교체할 수 있다. - 정규 시간동안 최대 3번의 교체 기회가 주어지며 연장전에서는 1번의 추가 교체 기회가 주어진다. |

### 기록
| 항목        | 파리 생제르맹 | 인테르나치오날레 |
| ----------- | ------------- | ---------------- |
| 득점        | 5             | 0                |
| 슈팅        | 23            | 8                |
| 유효슈팅    | 8             | 2                |
| 볼 점유율   | 59%           | 41%              |
| 패스 횟수   | 539           | 361              |
| 패스 성공률 | 91%           | 83%              |
| 코너킥      | 4             | 6                |
| 파울        | 13            | 7                |
| 오프사이드  | 0             | 5                |
| 경고        | 2             | 4                |
| 퇴장        | 0             | 0                |
| 기대득점    | 3.23          | 0.49             |
| 기대도움    | 2.13          | 0.35             |

## 같이 보기
- 2024-25년 UEFA 챔피언스리그
- 2025 UEFA 유로파리그 결승전
- 2025 UEFA 컨퍼런스리그 결승전
- 2025년 UEFA 슈퍼컵